# Aralia bipinnata
Aralia bipinnata är en araliaväxtart som beskrevs av Blanco. Aralia bipinnata ingår i släktet Aralia och familjen Araliaceae.

## Underarter
Arten delas in i följande underarter:
- A. b. apoensis
- A. b. bipinnata